# Onset of putrefaction
Onset of Putrefaction es el álbum debut de la banda alemana de death metal técnico Necrophagist.
Este álbum fue casi exclusivamente grabado por Muhammed Suiçmez, líder de la banda. El grabó todas las pistas vocales, los tracks de guitarra y bajo excepto la canción "Extreme Unction" en donde el rol de guitarrista solista lo toma Björn Vollmer. La batería en este disco fue programada por ordenador.

## Temas
1. "Foul Body Autopsy" – 1:55
2. "To Breathe in a Casket" – 5:43
3. "Mutilate the Stillborn" – 3:45
4. "Intestinal Incubation" – 4:13
5. "Culinary Hyperversity" – 5:06
6. "Advanced Corpse Tumor" – 5:29
7. "Extreme Unction" – 4:48
8. "Fermented Offal Discharge" – 4:42
9. "Dismembered Self-Immolation" (Demo '95)
10. "Pseudopathological Vivisection" (Demo '95)

## Componentes
- Muhammed Suiçmez – Vocalista, guitarra, bajo
- Jochen Bittmann – Bajo adicional
- Björn Vollmer – Solo de guitarra de "Extreme Unction"